# グェン・チョン・アイン
グェン・チョン・アイン（Nguyên Trong Anh、1935年- ）はフランスの化学者である。姓のNguyên（グエン）のフランス語読みは「ニュイエン」あるいは「ニューエン」に近い。パリ第11大学とエコール・ポリテクニークの教授を務めた。またフランス国立科学研究センター（CNRS）の研究所長も務めた。元々は実験化学者であったが、その後は主に理論化学に注力し、有機化学と立体化学の機構に適用した。グェンはフェルキン-アーンのモデルでよく知られている。ウッドワード・ホフマン則に関する著作がある。

## 著書
- Les règles de Woodward Hoffman, Paris: Édisciences 1970
  - Deutsche Übersetzung: Die Woodward-Hoffmann Regeln und ihre Anwendung, Verlag Chemie, Weinheim 1972
- mit Robert Corriu: Molecular Chemistry of Sol-Gel Derived Nanomaterials, Wiley 2009
- Frontier orbitals - a practical manual, Wiley 2007
- Introduction à la chimie moléculaire, Ellipses 1998
- mit Philippe Hiberty: Introduction à la Chimie Quantique, Ellipses 2008
- La chimie : science des transformations, CERIMES 2000